# South Africa International 2021
Die South Africa International 2021 im Badminton fanden vom 2. bis zum 5. Dezember 2021 in Johannesburg statt.

## Sieger und Platzierte
| Disziplin    | Gold                                | Silber                               | Bronze                              |
| ------------ | ----------------------------------- | ------------------------------------ | ----------------------------------- |
| Herreneinzel | Farogh Sanjay Aman                  | Robert Summers                       | Ruan Snyman                         |
| Herreneinzel | Farogh Sanjay Aman                  | Robert Summers                       | Robert White                        |
| Dameneinzel  | Johanita Scholtz                    | Deidre Laurens Jordaan               | Diane Olivier                       |
| Dameneinzel  | Johanita Scholtz                    | Deidre Laurens Jordaan               | Tamsyn Smith                        |
| Herrendoppel | Jarred Elliott Robert Summers       | Caden Kakora Robert White            | Mwanza Edward Timothy Kafunda       |
| Herrendoppel | Jarred Elliott Robert Summers       | Caden Kakora Robert White            | Daniel Steyn Bongani von Bodenstein |
| Damendoppel  | Amy Ackerman Johanita Scholtz       | Megan De Beer Deidre Laurens Jordaan | Demi Botha Lehandre Schoeman        |
| Damendoppel  | Amy Ackerman Johanita Scholtz       | Megan De Beer Deidre Laurens Jordaan | Anri Schoonees Tamsyn Smith         |
| Mixed        | Robert White Deidre Laurens Jordaan | Jarred Elliott Amy Ackerman          | Caden Kakora Johanita Scholtz       |
| Mixed        | Robert White Deidre Laurens Jordaan | Jarred Elliott Amy Ackerman          | Robert Summers Megan De Beer        |